# Eugenie Schumann
Pour les articles homonymes, voir Schumann (homonymie).
Eugénie Schumann (en allemand Eugenie Schumann)  est une écrivaine et pianiste et allemande, fille des compositeurs Robert et Clara Schumann, née le 1er décembre 1851 à Düsseldorf et morte le 25 septembre 1938 à Berne. Sa vie artistique a en grande partie été consacrée à la mémoire de ses parents.

## Biographie

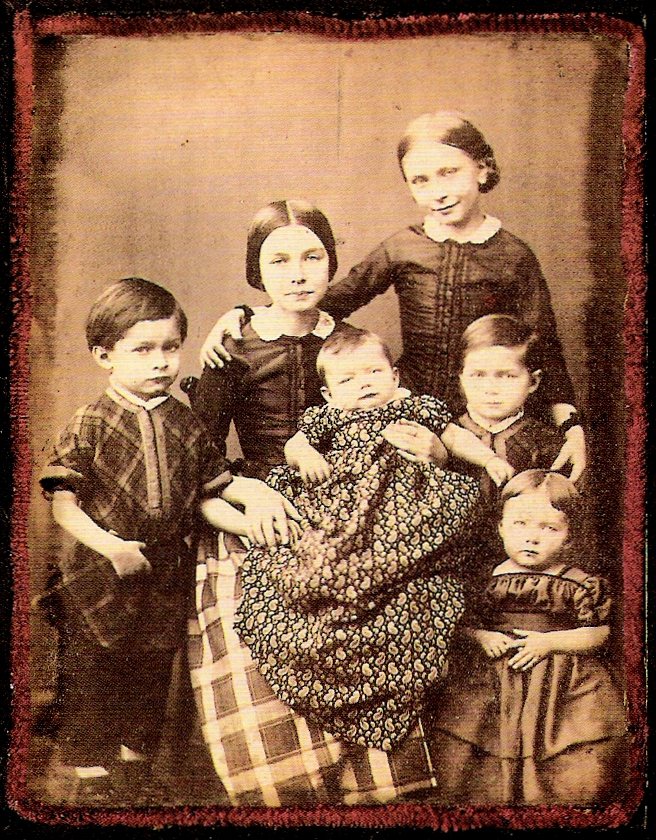
Les enfants Schumann en 1854. De gauche à droite : Ludwig, Marie, Felix (au centre), Elise, Ferdinand et Eugenie.

Eugenie Schumann est née le 1er décembre 1851 à Düsseldorf. Elle est le septième des huit enfants du couple Schumann.
Eugenie grandit dans l'ombre de sa mère, qui lui enseigne le piano, entourée de musiciens. Elle part ensuite compléter son apprentissage du piano auprès de Ernst Rudolf à la Hochschule für Musik de Berlin. Après ses études, elle retourne vivre auprès de sa mère et de sa sœur Marie à Francfort-sur-le-Main.
En 1874, à Berlin, elle fait la connaissance de la soprano autrichienne Marie Fillunger, surnommée « Fillu ». Les deux femmes entament une longue relation amoureuse qui durera toute leur vie. En dehors de quelques périodes de séparation où elles entretiennent une correspondance, elles vivront ensemble jusqu'au décès de Marie Fillunger en 1930. Les lettres (1875-1893) de Marie Fillunger à Eugenie Schumann ont été éditées en 2002 par Eva Rieger sous le titre "Mit tausend Küssen Deine Fillu.".
En octobre 1892, elle s'installe en Angleterre, où elle rejoint Marie Fillunger qui s'y était installée trois ans auparavant. Schumann y travaille comme professeur de piano. En 1918, elle quitte l'Angleterre pour la Suisse, afin de soutenir sa sœur aînée Marie, qui vit à Interlaken depuis 1897. En 1925, Schumann publie un ouvrage autobiographique sous le titre Erinnerungen (Souvenirs), et en 1931, une biographie très remarquée de son père Robert Schumann. Ce deuxième livre est dédié à sa sœur Marie, décédée en 1929, et à Marie Fillunger, décédée en 1930, qu'elle désigne comme son « amie et compagne de vie ».
Eugenie Schumann se rapproche des idées national-socialistes après la mort de Fillu, et signe même un temps ses lettres de « Heil Hitler ». Cependant, elle s'oppose (en vain) à une réédition « assainie » des Erinnerungen, gommant toute référence au peuple juif. Elle s'éteint le 25 septembre 1938 à Berne, en Suisse. Elle est enterrée à côté de Marie Fillunger et de sa sœur Marie Schumann au cimetière de Gsteig à Wilderswil près d'Interlaken.

## Publications notables
- Erinnerungen (1925), traduit en anglais Memoirs of Eugenie Schumann, puis The Schumanns and Johannes Brahms; memoirs of Eugenie Schumann[1] pour l'édition américaine : il s'agit d'un recueil de souvenirs familiaux, centré sur ses souvenir d'enfance et les figures de Clara Schumann et Johannes Brahms.
- Robert Schumann. Ein Lebensbild meines Vaters (1931), biographie de son père, traduite en plusieurs langues, notamment en français en 1937 par Louise Servicen[5].